# تاللينك
تاللينك هي شركة شحن إستونية تعمل على تشغيل سفن الرحلات السياحية في بحر البلطيق ونقل الركاب والمركبات بالعبارات من إستونيا إلى فنلندا، ومن إستونيا إلى السويد، وبين لاتفيا إلى السويد ومن فنلندا إلى السويد. وهي أكبر شركة شحن للركاب والبضائع في منطقة بحر البلطيق.  وتملك شركة سيليا لاين وهي المشغل للخط البحري بين فنلندا والسويد وجزء من شركة سي ريل للقطارات.  تدير تاللين أربعة فنادق في تالين وفندق واحد في ريغا. كما أنها شريك في ملكية شركة تالين تاكسو لسيارات الأجرة.

## نبذة تاريخية

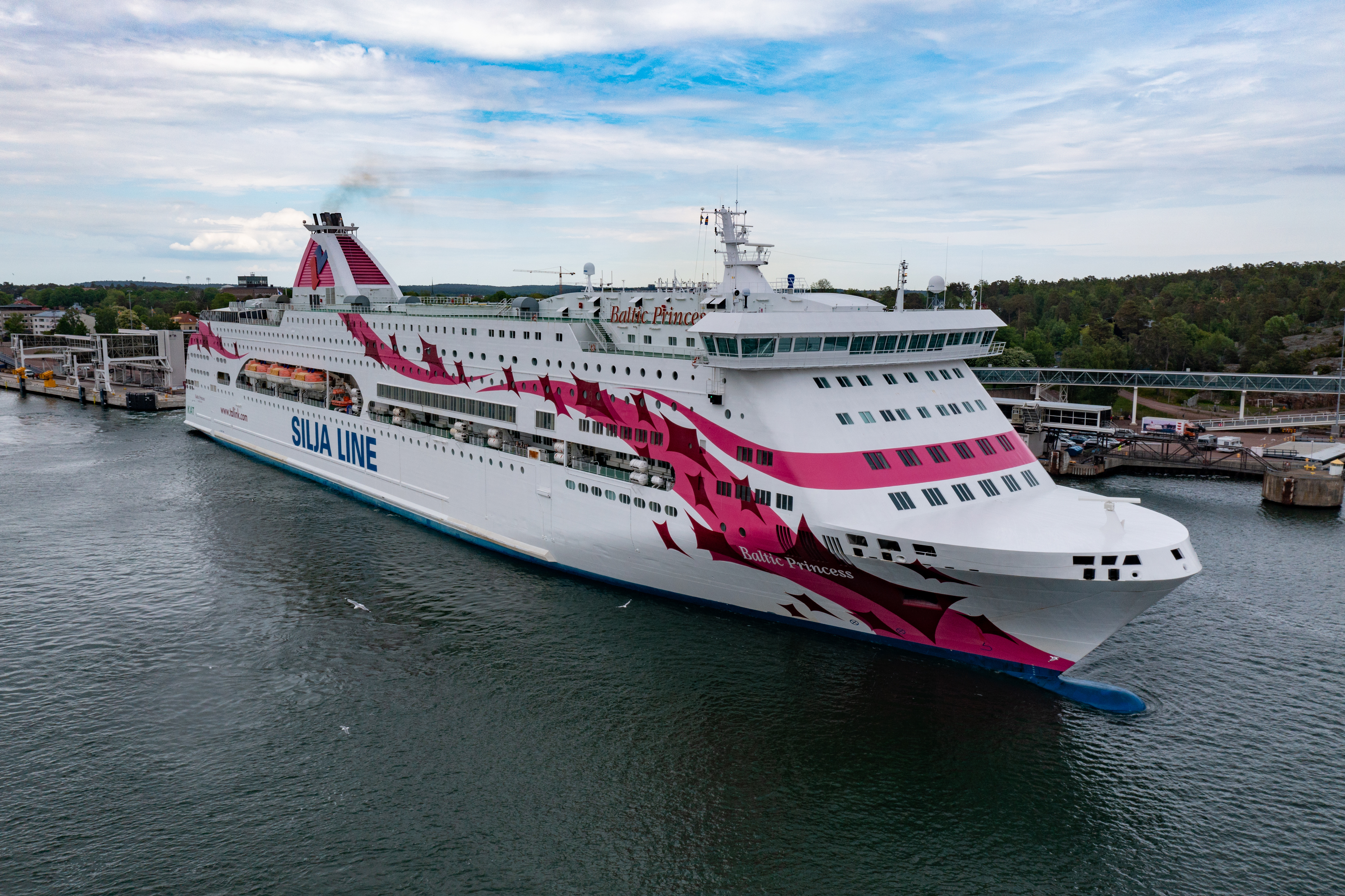
سفينة أميرة البلطيق (بالتيك برنسيس)، وهي ثاني سفن فئة "جالاكسي" في الخدمة منذ عام 2008.

يمكن تتبع تاريخ الشركة إلى عام 1965 عندما بدأت شركة الشحن الإستونية (اختصار : إيسكو) ومقرها الاتحاد السوفيتي بتقديم خدمات عبّارات نقل الركاب بين هلسنكي وتالين.  في مايو 1989 أنشأت إيسكو شركة جديدة تابعة في مشروع مشترك مع مجموعة بالكي الاستثمارية ومقرها في هلسنكي. لتبدأ الشركة الجديدة في تشغيل نقل الركاب بين هلسنكي وتالين.  حتى عام 2000 عندما خرجت مجموعة بالكي الاستثمارية عن طريق بيع جميع أسهمها في الشركة. وبعد أشهر قليلة بدأت الشركة في تشغيل الرحلات بين تالين و مدينة ستوكهولم. 
في ديسمبر 2005 أدرجت الشركة في بورصة تالين وسجلت كشركة مساهمة عامة.

## وصلات خارجية
- الموقع الرسمي